# Kanton Champagne-Mouton
Kanton Champagne-Mouton (fr. Canton de Champagne-Mouton) je francouzský kanton v departementu Charente v regionu Poitou-Charentes. Skládá se z osmi obcí.

## Obce kantonu
- Alloue
- Benest
- Le Bouchage
- Champagne-Mouton
- Chassiecq
- Saint-Coutant
- Turgon
- Le Vieux-Cérier